# Gebäude Schloßstraße 5
Das Gebäude Schloßstraße 5 in Schwerin, Stadtteil Altstadt, Schloßstraße 5 Ecke Ritterstraße, ist ein Baudenkmal in Schwerin.
Nach 1990 wird das Haus für Verwaltungszwecke des Landes genutzt.

## Geschichte
Das zweigeschossige verputzte neoklassizistischen Haus in L-Form mit zwei dreigeschossigen Giebelrisaliten und dem Mansarddach wurde 1884 nach Plänen von Rudolf Zöllner im Stil der französischen Neorenaissance als Verwaltung des Großherzoglichen Hauses und Hofmarschallamt gebaut.

Nach 1949 war es das Haus der Jungen Pioniere der FDJ, mit den Sparten:
- Theater (Anleitung und Herstellung der Bühnendekoration im Malsaal des Staatstheaters Schwerin)
- Chor
- Musikorchester

Nach 1990 wird es vom Finanzministerium Mecklenburg-Vorpommern genutzt, das im benachbarten neoklassizistischen Gebäude Schloßstraße 9/11 von 1911 seinen Hauptsitz hat.
Das Bauwerk ist seit 2024 als Teil des Residenzensembles Schwerin UNESCO-Welterbe.